# Згортка Діріхле
В математиці, згортка Діріхле — бінарна операція визначена для арифметичних функцій, що широко використовується в теорії чисел. Названа на честь німецького математика Діріхле.

## Визначення
Якщо ƒ і g — арифметичні функції, можна визначити нову арифметичну функцію ƒ * g,  згортку Діріхле функційƒ і g, 
{\displaystyle (f*g)(n)=\sum _{d\,\mid \,n}f(d)g(n/d)\,}
де сума береться по всіх дільниках d числа n.

## Приклади

### Приклад 1
Визначимо функцію {\displaystyle E_{0}} наступним чином:
{\displaystyle E_{0}(n)=\left\{{\begin{matrix}1,&n=1,\\0,&n>1.\end{matrix}}\right.}
Визначимо тепер згортку Діріхле функції {\displaystyle E_{0}} і деякої арифметичної функції {\displaystyle f:}
{\displaystyle {\begin{aligned}(E_{0}*f)(n)&=\sum _{d|n,d>0}{E_{0}(d)f(n/d)}\,\\&=E_{0}(1)f(n)+\sum _{d|n,d>1}{E_{0}(d)f(n/d)}\,\\&=1\cdot f(n)+\sum _{d|n,d>1}{0\cdot f(n/d)}\,\\&=f(n)+0=f(n).\\\end{aligned}}}

### Приклад 2
Нехай функції {\displaystyle f} і {\displaystyle g} визначені наступним чином:
{\displaystyle f(n)=n\,\!}
{\displaystyle g(n)=n^{2}.\,\!}
Знайдемо значення згортки Діріхле для аргументу  {\displaystyle n=10}:
{\displaystyle {\begin{aligned}(f*g)(10)&=\sum _{d|10,d>0}{f(d)g(10/d)}\,\\&=f(1)\cdot g(10)+f(2)\cdot g(5)+f(5)\cdot g(2)+f(10)\cdot g(1)\\&=1\cdot 10^{2}+2\cdot 5^{2}+5\cdot 2^{2}+10\cdot 1^{2}\\&=100+50+20+10=180.\\\end{aligned}}}

## Властивості
Множина арифметичних функцій утворює комутативне кільце, щодо операцій поточкового додавання і згортки Діріхле, де мультиплікативною одиницею є функція δ, що визначається δ(n) = 1 якщо n = 1 і δ(n) = 0, якщо n > 1.
Оборотними елементами цього кільця є арифметичні функції f для яких f(1) ≠ 0. Згортка Діріхле задовольняє такі властивості:
- Асоціативність: {\displaystyle f*(g*h)=(f*g)*h\,\!}
- Комутативність: {\displaystyle f*g=g*f\,\!}
- Дистрибутивність: {\displaystyle f*(g+h)=f*g+f*h\,\!}

Згортка Діріхле двох мультиплікативних функцій є мультиплікативною функцією. Кожна мультиплікативна функція має обернену Діріхле, що теж є мультиплікативною функцією.

## Обертання Діріхле
Для арифметичної функції ƒ, рекурсивна формула для обчислення оберненої Діріхле має вигляд:
{\displaystyle f^{-1}(1)={\frac {1}{f(1)}}}
для n > 1,
{\displaystyle f^{-1}(n)={\frac {-1}{f(1)}}\sum _{d\,\mid \,n,\ d<n}f\left({\frac {n}{d}}\right)f^{-1}(d).}
Коли ƒ(n) = 1 для всіх n, тоді оберненою функцією є ƒ −1(n) = μ(n) — функція Мебіуса. 

## Ряди Діріхле
Якщо f — арифметична функція, відповідні їй ряди Діріхле визначаються формулою
{\displaystyle DG(f;s)=\sum _{n=1}^{\infty }{\frac {f(n)}{n^{s}}}}
для тих комплексних аргументів s для яких ряд збігається.При цьому виконується рівність:
{\displaystyle DG(f;s)DG(g;s)=DG(f*g;s)\,}
для всіх s для яких обидва ряди зліва є збіжними, причому принаймні один абсолютно.